# 元江桂華鯪
元江桂華鯪（学名：Bangana xanthogenys）為輻鰭魚綱鯉形目鯉科孟加拉鯪屬的其中一個種，分布於中國雲南省及越南，棲息在中底層水域。

## 扩展阅读
維基物種上的相關：元江桂華鯪